# Cryptocellus simonis
Cryptocellus simonis är en spindeldjursart som beskrevs av Hansen och Sørensen 1904. Cryptocellus simonis ingår i släktet Cryptocellus och familjen Ricinoididae. Inga underarter finns listade i Catalogue of Life.